# Domiciano (usurpador)
Domiciano (em latim: Domitianus), chamado de Domiciano II, era provavelmente um soldado romano em meados do século III que foi aclamado imperador no norte da Gália no final de 270 ou início de 271 e que cunhou algumas moedas para celebrar sua ascensão. É amplamente aceito que este Domiciano é o mesmo que foi mencionado por duas vezes nas fontes literárias como uma figura importante na política da época, apesar de nelas ele jamais aparecer como um pretendente direto do trono.
Dado que seu reinado teria durado, na melhor das hipóteses, apenas algumas semanas e ele não parece ter conseguido angariar apoio militar e nem político, Domiciano é melhor classificado como um usurpador romano do que um imperador. Seu "golpe" deve ser, entretanto, compreendido à luz da conturbada história do Império das Gálias do que na do Império Romano em si.

## Evidências numismáticas
A única evidência para a existência e o reinado de um pretendente ao trono chamado Domiciano deriva de duas moedas. A primeira fazia parte de um tesouro encontra em Les Cléons, na comuna de Haute-Goulaine, na região do Loire da França em 1900. A autenticidade e importância desta moeda em particular tem sido intensamente debatida e ainda em 1992 Domiciano ainda era considerado "na melhor das hipóteses uma figura conjectural". A outra foi encontrada fundida numa vasilha juntamente com 5 000 outras moedas do período entre 270 e 275 - o que é uma evidência incontestável para a data - na vila de Chalgrove em Oxfordshire, Inglaterra, em 2003. O conjunto todo foi adquirido pelo Museu Ashmoleano em 2004.
O design de ambas é típico das moedas associadas ao chamado Império das Gálias. Elas eram do tipo radiado e trazem a efígie de Domiciano barbado e vestindo uma coroa radiada (ou espetada), uma referência aos raios do sol do deus romano Sol Invicto. A representação não pretende ser realista e é padronizada e estereotipada, com muitas similaridades com as moedas do imperador gálico Vitorino (r. 269–271) e com as primeiras moedas de Tétrico I (r. 271–274), o último deles.
Ambas trazem a mesma legenda, IMP C DOMITIANUS P F AUG, uma forma abreviada de "Imperador César Domiciano Pio Feliz Augusto ("Imperator Caesar Domitianus Pius Felix Augustus"). Uma característica pouco usual é a falta do nome ou prenome de Domiciano, uma vez que as moedas gálicas tipicamente traziam a tria nomina completa do imperador celebrado como parte de sua função propagandística. No reverso, as moedas trazem a  imagem da Concórdia e a legenda CONCORDIA MILITVM, uma outra alegação propagandística de que o exército teria se unido sob o comando de Domiciano. Novamente, esta alegação era também típica dos imperadores gálicos.
Em 2006, um terceiro espécime do mesmo usurpador enigmático foi encontrado em algum lugar da região de Vidin, no noroeste da Bulgária, e a moeda em questão também foi descoberta e encontrada por um arqueólogo amador com detector de metais e, como o segundo da Inglaterra, também novamente com a ajuda de um detector de metais. Um detalhe curioso neste caso é que a moeda de Vidin - Bulgária é diferente das duas conhecidas até agora encontradas na França e na Inglaterra, respectivamente. Enquanto eles têm uma imagem da deusa Concordia no verso, ao contrário da moeda da Bulgária, há uma imagem da deusa Laetitia no verso (a inscrição é respectivamente: LAET ... (ITIA) ... AVG (16 / 18 mm .; 1,53 g.). A moeda única é de uma única descoberta e pode ser armazenada no fundo do Museu Nacional de História - Sófia (no complexo "Boyana"), sob o inv. No. 45197. (Vassilev 2019, 12-21).
A similaridade no design das duas moedas sugere que elas teriam sido cunhadas pela casa da moeda (ou casas da moeda) que serviam ao regime local, ou seja, a de Augusta dos Tréveros (Tréveris), na província da Gália Bélgica, ou Colônia Agripina (Colônia), na Germânia Inferior. Se não, pelo menos elas compartilham uma operada por artesãos que foram fortemente influenciados pelas duas. É certo também que as duas foram cunhadas antes de 274, quando o imperador romano Aureliano acabou com o Império das Gálias.

## Fontes literárias

Mundo romano em 271, divido entre o Império das Gálias, no ocidente, o Império de Palmira, no oriente, e o que restava do controle romano no centro. A revolta de Domiciano aconteceu ou no território gálico ou na fronteira entre ele e o território romano